# Blutengel

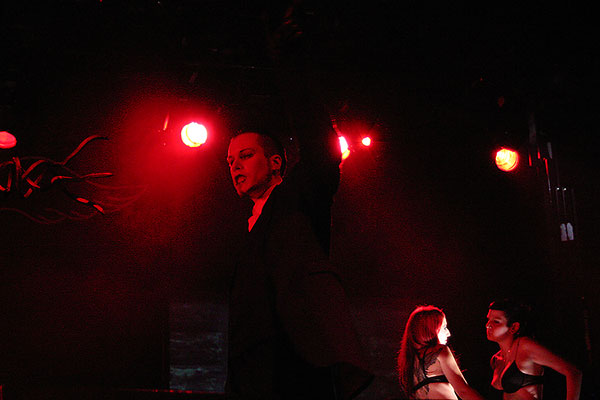
Wokalista Chris Pohl, 2004 r.

Blutengel (z niem. Krwawy anioł) - niemiecka grupa z kręgu futurepop i electro-goth. Założycielem grupy jest wokalista Chris Pohl (także w grupach Terminal Choice, Tumor, Pain of Progress oraz właściciel firmy wydawniczej Fear Section) po tym jak opuścił Seelenkrank. Teksty są pisane głównie po niemiecku i angielsku, śpiewane na przemian przez męskie i żeńskie głosy z dodatkiem elektronicznych dźwięków. Piosenki często koncentrują się na wszystkich aspektach miłości, od tragedii beznadziejnych westchnień, aż do najstraszniejszych aspektów wewnętrznych kaźni i cierpień.
Głosy żeńskie były początkowo wykonywane przez Kati Roloff i Nina Bendigkeit. Debiutancki album Blutengela, Child of Glass został wydany w 1999. Pomimo początkowego sukcesu albumu, przez następne dwa lata niewiele było słychać o grupie pracującej nad następnym albumem Seelenschmerz.
W tym czasie zmienił się skład, Nina Bendigkeit rozpoczęła z sukcesem własną karierę solową i na jej miejsce do zespołu dołączyła Gini Martin. Nowe single "Children of the Night" i "Soul of Ice" (oba napisane i śpiewane przez Gini Martin), a także "Der Spiegel" oraz "I'm Dying Alone" spowodowały taki sukces albumu Seelenschmerz, że niemalże trafił na listę stu najlepszych albumów niemieckich (German Top 100.)
W końcu 2001, grupa Blutengel wystąpiła na Dark Storm Festival i to był ostatni występ w dawnym składzie. Gini Martin i Kati Roloff odeszły do innego projektu: Tristesse de la Lune i zostały zastąpione przez Constance Rudert(dziewczynę Pohla) i Eva Pölzig. Constance zaczęła od gościnnego występu jako wokalistka w piosence "Black Roses (Opposite Sex mix)" w 2001, a Eva dołączyła niedługo potem. Kolejny album Angel Dust znalazł się na 58. miejscu listy Top 100 w pierwszym tygodniu sprzedaży.
W 2004 Blutengel wydał kolejny album, Demon Kiss, rok później ukazało się DVD Live Lines z zapisem jednego z ich koncertów promujących album. W tym samym roku światło dzienne ujrzała płyta The Oxidising Angel. Tytułowa piosenka z albumu doczekała się wideoklipu, pierwszego z historii zespołu. W październiku 2005 Blutengel opuściła Eva, jej miejsce zajęła Ulrike Goldmann.
Zespół w składzie Chris, Ulrike i Constance nagrali dwa albumy – Labirynth (2007) oraz Schwarzes Eis (2009). W 2010 roku na Amphi Festival Constance została zastąpiona przez Anję Milow. Dzień potem ukazało się oficjalne oświadczenie o odejściu (już byłej) dziewczyny Chrisa z zespołu. W roli wokalistki pojawiła się także Steffi Weingarten, z którą to zespół wydał kolejny album Traenenherz (2011). W tym samym roku ukazało się wydawnictwo Nachtbringer, a Steffi została wkrótce wyrzucona z zespołu z powodu prawnych zobowiązań wobec Constance.
W teledysku "Reich mir die Hand", promującym album, pojawiła się tancerka Viki Scarlet, która na stałe zajęła miejsce w zespole, jak i została nową partnerką Chrisa Pohla.
Od 2009 do 2011 roku na scenie razem z Blutengelem pojawiała się niemiecka modelka Jenny Haufe.
W 2012 Blutengel po raz pierwszy zawitał do Ameryki, dając koncerty w Meksyku, Los Angeles, Nowym Yorku, San Antonio, San Francisco i w Montrealu.
W listopadzie 2012 roku światło dzienne ujrzał singiel Save our Souls promujący najnowszy album- Monument.
W lutym 2014 roku Blutengel wydał symfoniczny album Black Symphonies (An Orchestral Journey), który promował ich nowy utwór- Krieger.
W 2015 roku Chris Pohl wraz z zespołem zaskoczył fanów kolejnym albumem, zatytułowanym Omen.

## Dyskografia

### Albumy
- 1999: Child of Glass
- 2001: Seelenschmerz
- 2002: Angel Dust (Niemcy 58#)
- 2004: Demon Kiss (Niemcy 53#)
- 2005: The Oxidising Angel EP (Niemcy 62#)
- 2007: Labyrinth (Niemcy 36#)
- 2009: Schwarzes Eis (Niemcy 17#)
- 2011: Traenenherz (Niemcy 12#)
- 2011: Nachtbringer (Niemcy 51#)
- 2013: Monument (Niemcy 4#, Szwajcaria 96#)
- 2014: Black Symphonies (An Orchestral Journey) - (Germany #18)
- 2015: Omen (Niemcy 4#, Austria 66#, Szwajcaria 43#)

### Single
- 2001: Bloody Pleasures
- 2001: Black Roses
- 2002: Vampire Romance
- 2003: Forever
- 2004: Mein Babylon (Stendal Blast & Blutengel)
- 2004: No Eternity (Niemcy 77#)
- 2006: My Saviour (Niemcy 95#)
- 2007: Lucifer (Niemcy 58#)
- 2008: Winter of My Life
- 2008: Dancing in the light (Niemcy 81#)
- 2010: Promised Land
- 2010: Reich mir die Hand (Niemcy 81#)
- 2011: Über Den Horizont
- 2012: Save Our Souls
- 2013: You Walk Away
- 2013: Kinder dieser Stadt
- 2014: Krieger
- 2014: Asche Zu Asche
- 2015: Sing

### DVD
- 2005: Live Lines
- 2008: Moments of Our Lives - Double DVD with bonus audio CD (Niemcy #57)
- 2013: Once in A Lifetime - (Niemcy #44)

### Pojedyncze utwory na składankach
- Machineries of Joy – Fairyland
- Machineries of Joy Vol. 3 – Falling
- Awake the Machines Vol. 2 – Love
- Awake the Machines Vol. 5 – Go to Hell? (Forever Lost Remix)
- Advanced Electronics – Black Roses (Remix)
- Fear Section Vol. 1 – Weg zu mir (Shicksals-Version 2002)
- Sonic Seducer M'Era Luna Sampler 2003 – Black Wedding (Exclusive Remix by ASP)
- Sonic Seducer – Cold Hands Vol. 24 – Iron Heart (Plastic Noise Experience Remix)
- ZilloScope 3/2004 – Love Killer (Zillo Version)
- Mystic Sounds Volume 10 – I'm Dying Alone (Malt Version)